# Francesco Nerli der Jüngere

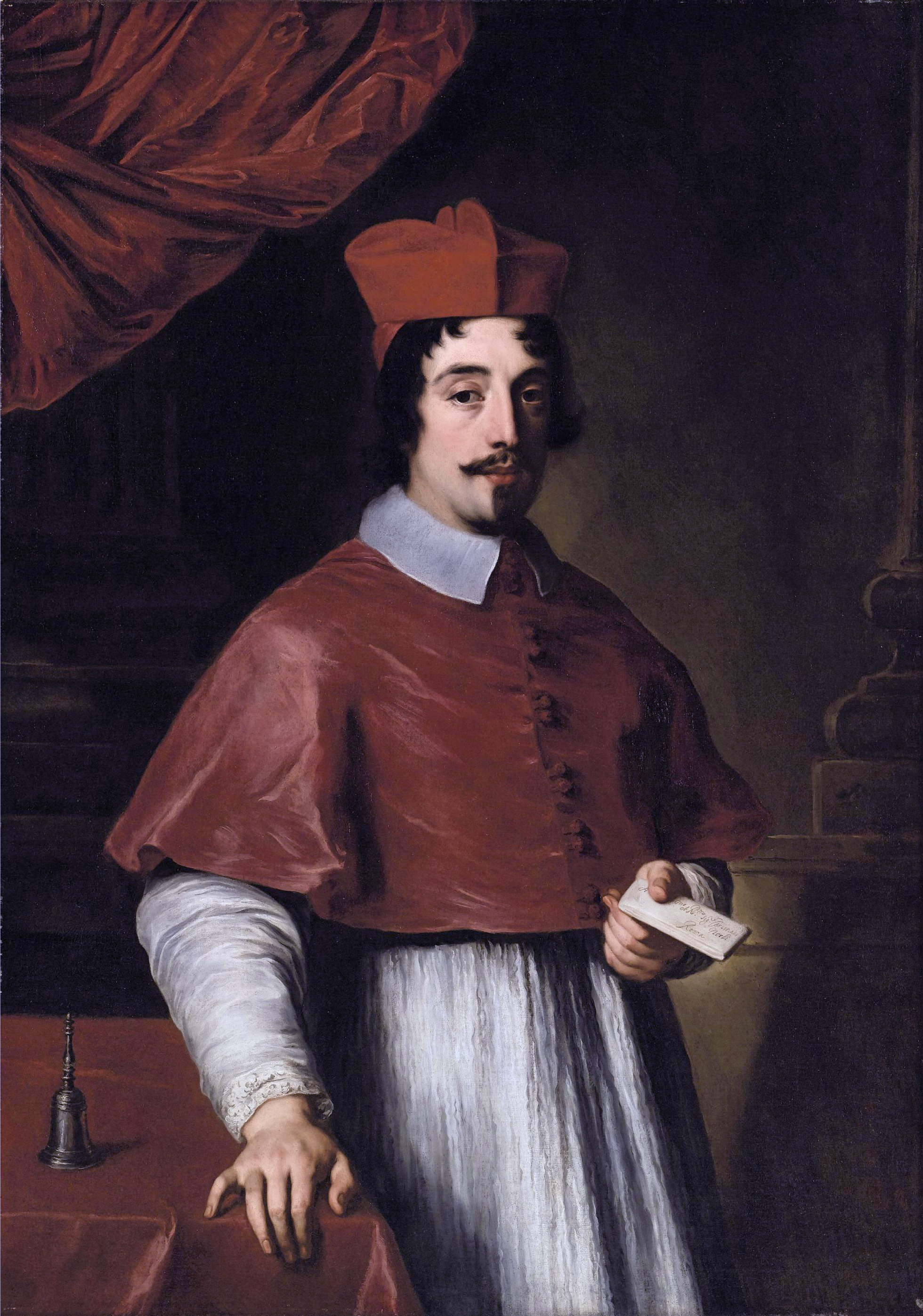
Kardinal Francesco Nerli (Gemälde von Jacob Ferdinand Voet, 1673)

Kardinalswappen (schematische Nachzeichnung)

Francesco Nerli der Jüngere (* 12. oder 13. Juni 1636 in Rom; † 8. April 1708 ebenda) war ein italienischer Kardinal und Kardinalstaatssekretär.

## Leben

### Frühe Jahre
Francesco Nerli stammte aus der Florentiner Senatorenfamilie der Marchese von Rasina, er wurde als Sohn von Pietro Nerli geboren. Er studierte in Pisa und war Mitglied im Domkapitel von Florenz. Unter Papst Alexander VII. kam er nach Rom. Vermutlich empfing er unter diesem Papst auch die Priesterweihe. Nerli übte ab 1661 priesterliche Tätigkeiten an der Vatikanbasilika aus, bevor er 1664 als Vizelegat nach Bologna gesandt wurde.

### Bischofsämter
Am 16. Juni 1670 wurde er zum Titularerzbischof von Hadrianopolis in Haemimonto ernannt. Die Bischofsweihe spendete ihm am 6. Juli desselben Jahres in Rom Kardinal Carlo Carafa; Mitkonsekratoren waren Giovanni Spinola, Erzbischof von Genua, und Erzbischof Federico Baldeschi. Am 22. Dezember 1670 wurde Francesco Nerli Erzbischof von Florenz, was er bis 1683 blieb. Im April 1672 wurde er auch Apostolischer Nuntius in Frankreich.

### Kardinalat
Im Konsistorium vom 12. Juni 1673 kreierte Papst Clemens X. Francesco Nerli zum Kardinal, worauf dieser am 25. September des Jahres vom Pontifex den Kardinalshut empfing und als Kardinalpriester der Titelkirche San Matteo in Merulana installiert wurde; zwei Monate später wurde er Kardinalstaatssekretär. Damit war er nach seinem gleichnamigen Onkel der zweite Kardinal der Familie. Kardinal Nerli nahm am Konklave 1676 teil, das Innozenz XI. zum Papst wählte. Der neue Papst ernannte mit Alderano Cibo sogleich einen neuen Staatssekretär. Dafür wurde Nerli 1684 Kämmerer des Heiligen Kardinalskollegiums, was er ein Jahr blieb. Nachdem er zwei Jahre zuvor als Erzbischof von Florenz abgetreten war, wurde er am 1. Oktober 1685 Bischof von Assisi mit dem persönlichen Titel eines Erzbischofs. Kurz nach dem Konklave 1689 gab er das Bistum Assisi wieder ab. Als 73-Jähriger wurde Francesco Nerli 1704 Erzpriester der Vatikanbasilika und erhielt wenig später die Titelkirche San Lorenzo in Lucina, zugleich war er als dienstältester Kardinalpriester Kardinalprotopriester.
Der Kardinal starb am 8. April 1708 in seinem Palast in Rom und wurde in seiner früheren Titelkirche San Matteo in Via Merulana beigesetzt.